# Jeorjos Epitidios
Jeorjos Epitidios, gr. Γεώργιος Επιτήδειος (ur. 2 marca 1953 w Atenach) – grecki wojskowy, generał, poseł do Parlamentu Europejskiego VIII kadencji.

## Życiorys
Kształcił się w greckich szkołach wojskowych, w tym w helleńskiej akademii wojskowej, studiował również w Stanach Zjednoczonych. Służył w greckiej armii, dochodząc do stopnia generała. Był oficerem w głównym sztabie obrony, a także komendantem szkoły artyleryjskiej. Służył także jako oficer sztabowy w siedzibie SHAPE (siedzibie Sojuszniczego Dowództwa ds. Operacji) i jako dyrektor jednego z departamentów Sztabu Wojskowego Unii Europejskiej (EUMS).
W wyborach w 2014 z listy Złotego Świtu uzyskał mandat eurodeputowanego VIII kadencji. W jej trakcie opuścił swoje ugrupowanie.